# Alfonso Adán
Alfonso Adán Pozo (Madrid, 12 de abril de 1972-Binéfar, 31 de diciembre de 2024) fue un político español del Partido de los Socialistas de Aragón, alcalde de Binéfar entre 2015 y 2023.

## Biografía
Alfonso nació en Madrid, en 1972, aunque la mayor parte de su vida la desarrolla en Binéfar tanto a nivel personal como profesional. Fue alcalde de Binéfar desde el 13 de junio de 2015 hasta el 17 de junio de 2023, cuando le sucedió Patricia Rivera como mujer alcaldesa de Binéfar, logrando cuatro votos del PP, dos de VOX y uno del PAR. Previamente fue desde 2007 concejal, hasta que fue elegido alcalde. Fue miembro de la Ejecutiva de la Federación Aragonesa de Municipios, Comarcas y Provincias, y participó en la Federación Española de Municipios y Provincias como vocal de la comisión de Urbanismo y Vivienda desde 2016 a 2019.
El 24 de noviembre de 2022, anunció que se presentaría a la reelección como alcalde de Binéfar. El 8 de noviembre de 2023, no logrando revalidar el cargo tras las elecciones municipales de España de 2023, deja la secretaría general del PSOE de Binéfar.
Falleció el 31 de diciembre de 2024 a la noche. Por su fallecimiento, el Ayuntamiento de Binéfar decretó duelo oficial durante un día. La capilla ardiente se estableció, por expreso acuerdo con su familia, en el Salón de Plenos del Ayuntamiento de Binéfar.